# Citrus australis
Citrus australis är en vinruteväxtart som först beskrevs av Allan Cunningham och Mudie, och fick sitt nu gällande namn av Jules Émile Planchon. Citrus australis ingår i släktet citrusar, och familjen vinruteväxter. Inga underarter finns listade i Catalogue of Life.